# Masyanya
Masyanya (Масяня en V. O.) es una webserie (posteriormente emitida en televisión) de animación rusa creada en 2001 por Oleg Kuvayev mediante Macromedia Flash.

## Episodios
La duración de los episodios suele ser de escasa duración (entre un minuto y cinco, ocasionalmente diez), y cada cual, creado en formato SWF, ocupa un espacio de entre 170 a 400 KB, aunque algunos pueden ocupar 3 MB.
La trama se centra en la vida cotidiana rusa mediante el sarcasmo y el humor absurdo. Por lo general, las historias pueden guardar relación con otros episodios, aunque los personajes no solían envejecer. Posteriormente aparecerían otros personajes nuevos: los hijos de los protagonistas: Tío Badya y Chuchunya.

## Recepción

### En Rusia y extranjero
El hecho de que la serie empezase a emitirse vía internet, hizo que la popularidad de la misma empezase a aumentar en el extranjero. Posteriormente empezaría a emitirse en televisión. 
En Alemania se han realizado doblajes de los episodios más populares, y en Estados Unidos se ha convertido en una característica integral del programa de idioma ruso en la Escuela de Verano de Middlebury en Vermont.[cita requerida]

### Censura en Rusia
Al mes siguiente de haberse producido la invasión rusa a Ucrania Kuvayev produjo un episodio especial titulado Вакидзаси ("Vakidzasi") que fue crítico con el conflicto en el país vecino. En él se mostraban imágenes gráficas de la guerra en la que se comparaba las acciones de Vladímir Putin propias del nazismo.
Posteriormente se producirían otros dos episodios: Как объяснить детям (Kak ob'yasnit' detyam: Cómo explicarselo todo a los niños) en el que Masyanya y Khryundel les explica a sus hijos las circunstancias que llevaron a la guerra; y en Санкт-Мариубург (Sankt Mariburg) el Presidente declara la guerra a Rusia de la misma manera que el dirigente ruso hizo con Ucrania en la vida real, siendo San Petersburgo arrasada de la misma manera que Mariúpol.
En respuesta a estos episodios, la agencia Roskomnadzor exigió a los creadores de la serie que retirasen los episodios, y acto seguido procedieron a prohibir la serie por "distribuir informaciones falsas". Kuvayev, quien reside en Israel evitó la censura creando una página espejo de la web oficial, sin embargo, las autoridades continuaron amenazando con retirar todos los recursos de internet hasta que se retiren los susodichos episodios.